# 人增三
人增三（飛馬座5），又名BD+18 4827，HD 205852、SAO 107288、HR 8267，是飛馬座的一颗恒星，视星等为5.45，位于銀經72.34，銀緯-23.99，其B1900.0坐标为赤經21h 33m 4.6s，赤緯+18° -23.99′ 7″。